# Baby Felix & friends
Baby Felix & friends (ベイビーフィリックス?, Beibi Firikkusu, lett. "Baby Felix") è una serie televisiva anime coprodotta dagli Stati Uniti e dal Giappone che ha come protagonista il gatto Felix da piccolo.
La serie è stata prodotta nel 2000 in 65 puntate dagli studi Radix, AEON e NEC Interchannel ed è stata trasmessa a partire da ottobre 2000 sul network giapponese NHK. L'edizione italiana è andata in onda su Rai 2 da marzo a giugno 2008.

## Trama
Baby Felix e i suoi amici imparano ogni giorno cose nuove dalle loro avventure.

## Personaggi
Felix (フェリックス?, Ferikkusu)
Doppiato da: Toshihiko Seki (ed. giapponese), Giuliano Santi (ed. italiana)
Un personaggio degli anni dieci, che in seguito è diventato una mascotte. In questa serie si scopre che è diventato un giocatore della Major League.
Baby Felix (ベイビーフィリックス?, Beibī Firikkusu)
Doppiato da: Yumi Tōma (ed. giapponese), Monica Bertolotti (ed. italiana)
Un gatto di tre anni, nonché alter ego bambino di Felix. Il suo sogno è quello di diventare un giocatore della Major League.
Baby Kitty (マリン?, Marin, Marin in Giappone)
Doppiata da: Ai Maeda (ed. giapponese), Perla Liberatori (ed. italiana)
La fidanzata di Baby Felix, nonché alter ego bambina di Kitty.
Mimi (ミミ?)
Doppiata da: Atsuko Enomoto (ed. giapponese), Monica Ward (ed. italiana)
Una ragazza dolce e curiosa.
Mokey (モキー?, Mokī)
Doppiato da: Noko Konoha (ed. giapponese), Daniele Raffaeli (ed. italiana)
Un topo che ama pescare.
Skippy (スキッピー?, Sukippī)
Doppiato da: Motoko Kumai (ed. giapponese), Alessandro Vanni (ed. italiana)
Un cane che ama giocare a baseball con Tattoo.
Tattoo (タトゥー?, Tatū)
Doppiato da: Hisayo Mochizuki (ed. giapponese), Monica Vulcano (ed. italiana)
Un uccello che ama giocare a baseball con Skippy.
Marty (マーティー?, Māti)
Doppiato da: Ryusei Nakao (ed. giapponese)
È un alieno marziano.
Esmeralda (マジョリーナ?, Majorīna, Majorina in Giappone)
Doppiata da: Rei Sakuma (ed. giapponese)
È una strega esperta delle arti magiche.
Professore (教授?, Tōjō Kyōju)
Doppiato da: Toshiyuki Morikawa (ed. giapponese), Ambrogio Colombo (ed. italiana)
È lo zio di Poindexter.
Poindexter (ポインデクスター?, Poindekusutā)
Doppiato da: Kappei Yamaguchi (ed. giapponese), Gabriele Lopez (ed. italiana)
È il nipote del Professore.
I Bulldog (ビフ?, Bifu, Biff in Giappone)
Doppiati da: Tesshō Genda (ed. giapponese), Nicola Braile, Fabrizio Picconi, e Alessandro Ballico (ed. italiana)
Sono tre bulldog malvagi.
Mr. Gizmo
Doppiato da: Manfredi Aliquò (ed. italiana)
È uno scienziato che appare nella seconda stagione.

## Episodi
| Nº Ja | Nº It | Giapponese 「Kanji」 - Rōmaji - Traduzione letterale                                                     | In onda          | In onda       |
| Nº Ja | Nº It | Giapponese 「Kanji」 - Rōmaji - Traduzione letterale                                                     | Giapponese       | Italiano      |
| 1     | -     | 「ゆめは大リーガー」 - Yume wa dai rīgā – "Un grande sogno"                                              | 8 ottobre 2000   | 2008          |
| 2     | -     | 「ふしぎなボール」 - Fushigina Boru – "La palla misteriosa"                                              | 15 ottobre 2000  |               |
| 3     | -     | 「ベイビーのとっくん」 - Beibī no Tokkun – "Baby e Tokkun"                                               | 22 ottobre 2000  |               |
| 4     | -     | Buon compleanno Baby Kitty 「マリンのペンダント」 - Marin no Pendanto – "Marin e il ciondolo"            | 5 novembre 2000  |               |
| 5     | 4     | Lascia fare a Baby Felix 「ベイビーは大リーガー?」 - Beibī ha dai riga? – "Baby è un grande lavoratore?" | 12 novembre 2000 |               |
| 6     | 5     | Voglio la borsa magica 「まほうのバッグ」 - Mahō no Baggu – "La borsa magica"                            | 19 novembre 2000 |               |
| 7     | 6     | Sognando la borsa magica 「ベイビー・バッグ」 - Beibī Baggu – "La borsa di Baby"                         | 3 dicembre 2000  |               |
| 8     | -     | 「ひみつのじゅもん」 - Himitsu no Jumon – "Il segreto di Jumon"                                          | 10 dicembre 2000 |               |
| 9     | -     | 「みんなの宝もの」 - Minna no takara mono – "Il tesoro di tutti"                                         | 17 dicembre 2000 |               |
| 10    | 2     | Che vinca il migliore 「ブル・ドッグ・ズー」 - Buru Doggu Zu – "I Bulldog"                               | 24 dicembre 2000 |               |
| 11    | 11    | Arriva il Professore 「教授とうじょう」 - Kyōju tōjō – "Il Professore"                                   | 7 gennaio 2001   |               |
| 12    | 55    | Il virus informatico 「おかしな大はつめい」 - Okashina dai hatsumei – "Grandi cose strane"               | 14 gennaio 2001  |               |
| 13    | -     | Storie inventate e storie vere 「バッグがあぶない」 - Baggu ga abunai – "La borsa è pericolosa"          | 21 gennaio 2001  |               |
| 14    | 12    | Attenti al Professore 「見えない教授」 - Mie nai kyōju – "Il Professore invisibile"                      | 28 gennaio 2001  |               |
| 15    | 12    | Operazione cioccolato 「チョコに気をつけろ」 - Choko ni kiwo tsukero – "Attenti al cioccolato"           | 4 febbraio 2001  |               |
| 16    | 13    | Tutti al campeggio 「キャンプへいこう!」 - Kyanpu heikō! – "Andiamo in campeggio!"                       | 11 febbraio 2001 |               |
| 17    | -     | L'apparenza inganna 「モーキーにおまかせ」 - Moki ni omakase – "Lascia fare a Mokey"                     | 18 febbraio 2001 |               |
| 18    | 52    | Baby Felix e il mistero 「なぞのSOS」 - Nazo no SOS – "L'SOS misterioso"                                 | 25 febbraio 2001 |               |
| 19    | 15    | La foresta fatata 「森のようせい」 - Mori no yōsei – "Come una foresta"                                  | 4 marzo 2001     |               |
| 20    | 16    | La favola dell'arcobaleno 「ミミのこもりうた」 - Mimi no komoriuta – "La ninna nanna di Mimi"            | 11 marzo 2001    |               |
| 21    | 17    | Sette anni di guai 「鏡がこわい」 - Kagami ga kowai – "Ho paura dello specchio"                          | 30 aprile 2001   |               |
| 22    | 18    | 「まほうの鏡」 - Mahō no kagami – "Lo specchio magico"                                                   | 1º maggio 2001   |               |
| 23    | -     | 「恐竜とあそぼう」 - Kyōryū to asobō – "Gioca con i dinosauri"                                           | 2 maggio 2001    |               |
| 24    | 20    | Dinosauri e balene 「恐竜をおいかけろ」 - Kyōryū o oikakero – "Sali sui dinosauri"                       | 3 maggio 2001    |               |
| 25    | 21    | Torniamo a casa 「恐竜さんありがとう」 - Kyōryū-san arigatō – "Grazie dinosauro"                         | 4 maggio 2001    |               |
| 26    | -     | 「おばけのお城」 - Obake no o-jō – "Il castello dei fantasmi"                                            | 7 maggio 2001    |               |
| 27    | -     | 「マリンがふたり?」 - Marin ga futari? – "Ci sono due Marin?"                                            | 8 maggio 2001    |               |
| 28    | -     | 「でんせつの白いくじら」 - Densetsu no shiroi kujira – "La leggendaria balena bianca"                    | 9 maggio 2001    |               |
| 29    | 27    | Attenti ai pirati 「かいぞくの島」 - Kaizoku no shima – "L'isola dei pirati"                             | 10 maggio 2001   |               |
| 30    | 28    | Avventure per terra e per mare 「かいぞくをやっつけろ!」 - Kaizoku o yattsukero! – "Sconfiggi i pirati!" | 11 maggio 2001   |               |
| 31    | -     | 「いたずら宇宙人」 - Itazura uchūbito – "L'alieno cattivo"                                               | 14 maggio 2001   |               |
| 32    | 26    | Passeggiata nello spazio 「宇宙のバスツアー」 - Uchū no Basu Tsuā – "Giro sull'autobus spaziale"         | 15 maggio 2001   |               |
| 33    | 25    | Marty il marziano dispettoso 「マーティーにごようじん」 - Mātī ni go yōjin – "Buongiorno Marty"          | 16 maggio 2001   |               |
| 34    | 27    | Astronavi e scope volanti 「ベイビーのSOS」 - Beibī no SOS – "L'SOS di Baby"                             | 17 maggio 2001   |               |
| 35    | 28    | La spada magica 「さよならマーティー」 - Sayonara Mātī – "Addio Marty"                                   | 18 maggio 2001   |               |
| 36    | -     | 「ベイビーと魔女」 - Beibī to majo – "Baby e la strega"                                                  | 21 maggio 2001   |               |
| 37    | 32    | Le magie di Esmeralda 「魔女マジョリーナ」 - Majo Majorina – "La strega Majorina"                        | 22 maggio 2001   |               |
| 38    | 33    | Tanta voglia di musica 「魔法のとっくん」 - Mahō no Tokkun – "Tokkun e la magia"                         | 23 maggio 2001   |               |
| 39    | 31    | La scopa volante 「ホウキで大あばれ」 - Hōki de dai abare – "Grossi guai con la scopa"                   | 24 maggio 2001   |               |
| 40    | 34    | Ritmo amici 「がんばれマジョリーナ」 - Ganbare Majorīna – "Buona fortuna Majorina"                       | 25 maggio 2001   |               |
| 41    | -     | 「ボートで大レース」 - Bōto de dai Rēsu – "La grande gara in barca"                                      | 28 maggio 2001   |               |
| 42    | -     | 「ジャンプで大レース」 - Janpu de dai Rēsu – "La grande gara dei salti"                                  | 29 maggio 2001   |               |
| 43    | 36    | La gara delle mongolfiere 「お空で大レース」 - O sora de dai Rēsu – "La grande gara nel cielo"           | 30 maggio 2001   |               |
| 44    | 35    | Gara su tre ruote 「ゴーカートで大レース」 - Gōkāto de dai Rēsu – "La grande gara in go-kart"            | 31 maggio 2001   |               |
| 45    | -     | 「スケボーで大レース」 - Sukebō de dai Rēsu – "La grande gara sullo skateboard"                          | 1º giugno 2001   |               |
| 46    | 37    | L'elettricità 「天才ポインディクスター」 - Tensai Poindikusutā – "Poindexter il genio"                   | 4 giugno 2001    |               |
| 47    | 38    | Le invenzioni del prof 「太陽ロボをやっつけろ」 - Taiyō Robo o yattsukero – "Sconfiggi il robot solare"  | 5 giugno 2001    |               |
| 48    | -     | 「じしゃくロボ」 - Jishaku Robo – "Il robot magnetico"                                                   | 6 giugno 2001    |               |
| 49    | -     | 「チョコレートロボ」 - Chokorēto Robo – "Il robot di cioccolato"                                         | 7 giugno 2001    |               |
| 50    | -     | 「ベイビーロボ」 - Beibī Robo – "Baby Robot"                                                             | 8 giugno 2001    |               |
| 51    | -     | 「小さくなったベイビー」 - Chīsaku natta Beibī – "Baby è diventato più piccolo"                          | 11 giugno 2001   |               |
| 52    | -     | 「きせかえ人形ベイビー」 - Kisekae ningyō Beibī – "La bambola Kisekae di Baby"                           | 12 giugno 2001   |               |
| 53    | -     | 「ミニブルがでっかい!」 - Mini Buru ga dekkai! – "Il mini Bull è enorme!"                                | 13 giugno 2001   |               |
| 54    | -     | 「こわれたロボット」 - Kowareta Robotto – "Il robot rotto"                                               | 14 giugno 2001   |               |
| 55    | -     | 「もとにもどりたい!」 - Moto ni modoritai! – "Voglio tornare indietro!"                                  | 15 giugno 2001   |               |
| 56    | -     | 「ベイビーはなにになる?」 - Beibī wa nani ni naru? – "Cosa ne sarà di Baby?"                             | 18 giugno 2001   |               |
| 57    | -     | La torta al cioccolato 「ケーキ屋ベイビー」 - Kēki-ya Beibī – "Il negozio di torte di Baby"              | 19 giugno 2001   |               |
| 58    | -     | 「アイドルはたいへん」 - Aidoru wa tai-hen – "È difficile essere un idol"                                | 20 giugno 2001   |               |
| 59    | -     | 「にんじゃベイビー丸」 - Ninja Beibī Maru – "Ninja Baby Maru"                                            | 21 giugno 2001   |               |
| 60    | -     | 「やっぱり大リーガー」 - Yappari dai rīgā – "Dopo tanta fatica"                                          | 22 giugno 2001   |               |
| 61    | 50    | La promessa dimenticata 「マリンとのやくそく」 - Marin to no yakuso ku – "La promessa di Marin"          | 25 giugno 2001   |               |
| 62    | -     | 「バースデーケーキ」 - Bāsudē Kēki – "La torta di compleanno"                                            | 26 giugno 2001   |               |
| 63    | -     | Lasciate in pace Baby Felix 「助けてマジョリーナ」 - Tasukete Majorīna – "Aiuta Majorina"                | 27 giugno 2001   |               |
| 64    | -     | 「ホントにうれしいものは?」 - Honto ni ureshī mono wa? – "Di cosa sei veramente felice?"                 | 28 giugno 2001   |               |
| 65    | 1     | Sognando il baseball 「夢のホームラン」 - Yume no Hōmuran – "Homerun da sogno"                           | 29 giugno 2001   | 26 marzo 2008 |

## Home Video
Gli episodi di Baby Felix & friends sono stati pubblicati per il mercato home video nipponico in edizione VHS dal 6 giugno al 21 novembre 2001 prodotti da Pony Canyon e distribuiti da NEC Interchannel.
| N° | Data              | Episodi | Fonte |
| -- | ----------------- | ------- | ----- |
| 1  | 6 giugno 2001     | 1-5     | [ 5 ] |
| 2  | 20 giugno 2001    | 6-10    | [ 5 ] |
| 3  | 20 giugno 2001    | 11-15   | [ 5 ] |
| 4  | 18 luglio 2001    | 16-20   | [ 5 ] |
| 5  | 18 luglio 2001    | 21-25   | [ 5 ] |
| 6  | 10 agosto 2001    | 26-30   | [ 5 ] |
| 7  | 10 agosto 2001    | 31-35   | [ 5 ] |
| 8  | 19 settembre 2001 | 36-40   | [ 5 ] |
| 9  | 19 settembre 2001 | 41-45   | [ 5 ] |
| 10 | 17 ottobre 2001   | 46-50   | [ 5 ] |
| 11 | 17 ottobre 2001   | 51-55   | [ 5 ] |
| 12 | 21 novembre 2001  | 56-60   | [ 5 ] |
| 13 | 21 novembre 2001  | 61-65   | [ 5 ] |

La serie è stata pubblicata successivamente anche in formato DVD dal 20 giugno al 19 dicembre 2001 ad opera degli stessi editori.
| N° | Data              | Episodi | Fonte |
| -- | ----------------- | ------- | ----- |
| 1  | 20 giugno 2001    | 1-5     | [ 5 ] |
| 2  | 18 luglio 2001    | 6-10    | [ 5 ] |
| 3  | 18 luglio 2001    | 11-15   | [ 5 ] |
| 4  | 10 agosto 2001    | 16-20   | [ 5 ] |
| 5  | 10 agosto 2001    | 21-25   | [ 5 ] |
| 6  | 19 settembre 2001 | 26-30   | [ 5 ] |
| 7  | 19 settembre 2001 | 31-35   | [ 5 ] |
| 8  | 17 ottobre 2001   | 36-40   | [ 5 ] |
| 9  | 17 ottobre 2001   | 41-45   | [ 5 ] |
| 10 | 21 novembre 2001  | 46-50   | [ 5 ] |
| 11 | 21 novembre 2001  | 51-55   | [ 5 ] |
| 12 | 19 dicembre 2001  | 56-60   | [ 5 ] |
| 13 | 19 dicembre 2001  | 61-65   | [ 5 ] |

## Sigle
La sigla Baby Felix's Theme (ベイビーフィリックスのテーマ?, Beibī Firikkusu no Tēma) è stata composta dall'autore originale, Don Oriolo, mentre il testo è stato scritto da Taeko Onuki che l'ha anche cantata. Nell'edizione italiana è stata impiegata una versione riadattata dello stesso brano, il quale è stato interpretato da Monica Ward.

## Videogiochi
Un videogioco educativo, Baby Felix Creativity Center, sviluppato da Big Top Productions è stato pubblicato da Fox Toons Interactive per Windows e macOS il 10 luglio 1997 esclusivamente in Nord America. Il titolo ha lo scopo di insegnare e intrattenere in varie attività: disegno, musica, forme e colori.
Dalla serie animata è stato tratto un videogioco a piattaforme dal titolo Baby Felix Halloween sviluppato da Bit Managers e pubblicato da LSP per Game Boy Color nel 2001 solo in Europa. Il giocatore deve guidare Baby Felix oppure Baby Kitty attraverso 5 diverse epoche in varie sezioni a piattaforme. Al termine di ogni area bisognerà sconfiggere un boss e in seguito si potrà liberare uno degli amici dei protagonisti. Un redattore del sito francese Jeuxvideo.com gli ha attribuito un punteggio di 12 su 20, qualificando il gioco come un titolo di media qualità per un pubblico molto giovane che poteva compensare in qualche modo il catalogo sempre più carente per i possessori di un Game Boy Color.
Un secondo videogioco educativo, Baby Felix's Activity Center, è stato sviluppato e pubblicato da LSP per Windows nel 2001 in Europa. In maniera analoga a Baby Felix Creativity Center, questo gioco presenta diverse attività ludiche per i giocatori più giovani, tra cui far scoppiare i palloncini, trovare delle coppie di carte, acchiappare le farfalle con un retino, disegnare e dei puzzle.
In seguito è uscito un videogioco di tennis intitolato Baby Felix Tennis sviluppato da Spark Creative e pubblicato da LSP per PlayStation nel 2002 esclusivamente in Europa. Il gioco presenta 7 personaggi giocabili ognuno dotato di caratteristiche uniche, 6 campi da tennis, una modalità multigiocatore per un massimo di due persone e una modalità torneo in cui alla fine bisognerà disputare un match contro Felix.
Un videogioco di hockey da tavolo, Baby Felix's Shuffle Puck, è stato sviluppato da Digital Reality e pubblicato da LSP per Windows nel 2004.

## Accoglienza
David Cornelius di DVD Talk recensì il primo volume DVD e affermò che si trattava di una terribile esperienza televisiva. Secondo Cornelius i fan di Felix the Cat non erano affatto contenti di quello che presentava il cartone e il recensore confermò il loro astio definendo Baby Felix & friends un "pasticcio inguardabile". Si trovava a cavallo tra la lanugine senza ispirazione e il disastro televisivo miserabile e doloroso. Il doppiaggio inglese lo rendeva un'esperienza ancora più bizzarra per via dell'inserimento di varie esclamazioni, pause e grugniti per riempire i movimenti inadatti della bocca dei personaggi. I cortometraggi presenti rendevano la serie ridondante, non solo in termini di narrazione, ma anche di animazione, infatti molte inquadrature venivano ripetute per risparmiare sui costi di produzione. Ad accompagnare ogni episodio erano presenti delle stupide canzoni per bambini che venivano accostate ad alcune sequenze già viste in precedenza, il che rendeva l'esperienza ancora più ridondante. In sostanza era un cartone animato stupido e inetto che sembrava essere fatto solo per colmare le lacune negli orari mattutini delle stazioni UHF disperate e delle reti via cavo di base. Concluse sostenendo che anche chi era curioso avrebbe fatto meglio ad evitare di guardare il cartone.